# Pilia (reina)

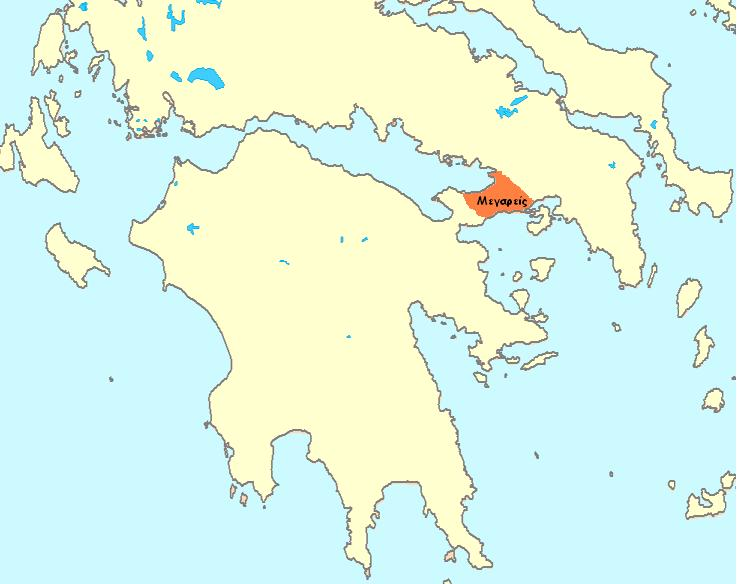
Mapa de la antigua Mégara.

En la mitología griega, la reina Pilia (del griego: Πυλία, Pylía  «de la puerta») era la hija de Pilas o Pilón, rey de Mégara. Otros la refieren como Pelea.
Cuando Pandión II (del griego antiguo: Πανδίων) se exilió de Atenas, viajó hacia Mégara y allí conoció a la princesa Pilia, hija del rey Pilas, con quien finalmente se casó. 
Pilia era descendiente de los dioses Poseidón y Anfitrite por parte de la línea paterna.
Debido a que el rey Pilas tuvo que huir de Mégara porque había asesinado a su tío Biante, él se las ingenió para que su yerno Pandión II ocupara su trono de rey, por consiguiente Pilia se convirtió en su reina.
Ya en matrimonio y gobernando Mégara, Pilia le dio a Pandión II cuatro hijos: Egeo, Palas, Niso y Lico. Por consiguiente, Pilia es la abuela del mítico rey de Atenas Teseo por la línea paterna.